# Glaisière
Une glaisière est une carrière d'extraction de la glaise (argile). Endroit d'où l'on tire de la glaise.
La glaise (ou terre glaise) est un matériau (terre) argileux, plastique et imperméable, servant à la fabrication de briques, tuiles et poteries. 

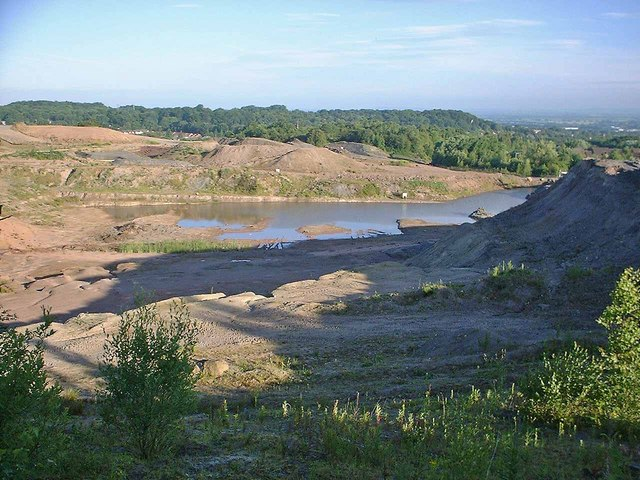
Glaisière en Angleterre

## Glaisières et usages
Une briqueterie était souvent située à proximité de la carrière (réduction des coûts de transport). Une partie des anciennes glaisières sont réhabilitées (milieu naturel, zone humide, espace récréatif).

### Sites d'extraction
- Glaisière de Limay (Versailles) [1]
- Glaisière de Mailly (Montagne de Reims), argiles noires du Lutétien utilisées en viticulture. Les viticulteurs les appellent également "cendrières". La haute concentration en fer nourrit les vignes et la couleur noire réchauffe le sol [2]

### Sites de carrières réhabilités
- Glaisière de Nesles (Pas-de-Calais) [3]
- Glaisière de la Petite Montagne (Franche-Comté) [4]

### Sites de carrières ayant servi au stockage de déchets
- Glaisière de Bonfol (canton du Jura, Suisse) [5]